# Rome Odunze
(en) Statistiques sur pro-football-reference
Rome Odunze (né le 3 juin 2002 à Orem dans l'Utah) est un sportif professionnel américain de football américain évoluant au poste de wide receiver.
Sélectionné en 9e choix lors du premier tour de la draft 2024 de la NFL par la franchise des Bears de Chicago, il a auparavant joué au niveau universitaire pour les Huskies de Washington dans la NCAA Division I FBS pendant quatre saisons. Odunze a été désigné, par consensus, joueur All-American en 2023 et a participé à la finale du championnat 2023 perdue face aux Wolverines du Michigan.

## Biographie

### Jeunesse
Odunze est né le 3 juin 2002 à Orem dans l'Utah. Il déménage à Las Vegas dans le Nevada à l'âge de trois ans. Il fréquente le lycée Bishop Gorman de Las Vegas, où il est désigné en 2018 meilleur joueur de l'État du Nevada,.
Durant sa carrière au lycée, Rome Odunze effectue 121 réceptions pour 2 699 yards et 31 touchdowns. Odunze s'engage à jouer au football universitaire à l'université de Washington,

### Carrière universitaire
À Washington en 2020, Odunze dispute quatre matchs et réalise six réceptions pour 72 yards. En 2021, il est titulaire lors de sept matchs et totalise 41 réceptions pour 415 yards et quatre touchdowns,. 
La saison suivante, il est titulaire. Lors de cette saison 2022, Odunze est le meilleur joueur des Huskies au nombre de yards gagnés en réceptions avec 1 145 yards. Il s'agit du cinquième plus haut total de l'histoire sur une saison pour un joueur des Huskies. Il mène également la Pacific-12 Conference au nombre de yards gagnés en réceptions et termine deuxième pour le nombre total de réceptions effectuées sur la saison.
Après la défaite des Huskies lors du College Football Championship Game 2024, Odunze déclare qu'il va se présenter à la draft 2024 de la NFL.

### Carrière professionnelle

#### Draft
Odunze est sélectionné en 9e choix global lors du premier tour de la draft 2024 de la NFL par la franchise des Bears de Chicago.